# Romeo Santos
Anthony Santos (n. 21 iulie 1981) cunoscut după numele de scenă Romeo Santos, este un cantautor, producător muzical și actor din Statele Unite. Este fost membru a formației de bachata Aventura. În 2002, piesa Obsesión a atins numărul unu în Italia timp de 16 săptămâni consecutive. După lansarea mai multor albume cu Aventura, grupul și-a parcurs diferitele moduri. De atunci, Romeo a început o carieră ca solist care, în șase ani, a dat naștere șapte cântece care au fost numărul unu pe tabelul Hot Songs Latin și zece pe Tropical Songs chart.

## Biografie
Mama lui este portoricană și tatăl său este dominican. El compune și interpretează melodii în anglo-americană și spaniolă.
La mijlocul anilor '90, împreună cu vărul său Henry și doi prieteni, a format o trupă numită Los Tinellers (referită la pronunția cuvântului anglo-saxon, adolescenți, ceea ce înseamnă adolescenți). La sfârșitul anilor 1990, Los Tinellers a fost redenumit Aventura.
În aprilie 2011, Romeo a anunțat că va părăsi grupul Aventura pentru a urma o carieră solo. Pe 9 mai 2011, Romeo a lansat primul său single Tu, din albumul său de debut Formula, Flight I.
În 2013, Romeo a lansat single-ul Propuesta Indecente, care este încă cel mai mare succes al său solo. Albumul său de debut "Formula, Vol 2" a fost lansat pe 25 februarie 2014. Albumul prezintă colaborări cu Drake, Nicki Minaj, Marc Anthony, Carlos Santana și Tego Calderón și are un actor special Kevin Hart. Formula Vol.2 a devenit cel mai bine vândut album latin în prima jumătate.
Romeo a compus aproape toate piesele lui Aventura și a compus și / sau a interpretat hituri pentru artiști precum Wisin y Yandel (Noche de Sexo), Thalía (Nu, nu, nu), Hector Acosta "El Torito" (Eu voy), și Antony Santos (Matame).
În 2015, a făcut o apariție în rolul de comandant în filmul Fast and Furious 7.
În 2017 a dezvăluit single-ul Héroe Favorito inclus în cel de-al treilea album „Golden”, lansat în iulie 2017. Albumul evidențiază colaborările cu Juan Luis Guerra, Ozuna, Jessie Reyez, Nicky Jam, Daddy Yankee și Julio Iglesias.
În 2019 a lansat Utopia un album de featuri cu cele mai mari nume de bachata: El Chaval din Bachata, Frank Reyes, Raulin Rodriguez, Elvis Martinez, Kiko Rodriguez, Teodoro Reyes, Joe Veras, Ferreira Zacarias, Luis Vargas, Monchy & Alexandra (duo care se reformează pentru ocazie), Antony Santos și primul său grup Aventura pe care l-a reformat pentru ocazie.

## Discografie
- Formula, Vol. 1 (2011)
- The King Stays King: Sold Out at Madison Square Garden (2012)
- Formula, Vol. 2 (2014)
- Golden (2017)
- Utopía (2019)

## Filmografie
| An   | Titlu                 | Rol                   | Note  |
| ---- | --------------------- | --------------------- | ----- |
| 2007 | Sanky Panky           | El însuși cu Aventura | Cameo |
| 2015 | Furious 7             | Armando (Mando)       | Cameo |
| 2016 | The Angry Birds Movie | The Early Bird        |       |